# Preseľany
Preseľany é um município da Eslováquia, situado no distrito de Topoľčany, na região de Nitra. Tem 11,9 km² de área e sua população em 2018 foi estimada em 1.433 habitantes.

## Demografia
| Ano:        | 1994 | 2004   | 2014   | 2024   |
| ----------- | ---- | ------ | ------ | ------ |
| Broj ljudi: | 1472 | 1494   | 1486   | 1509   |
| Razlika:    |      | +1,49% | -0,53% | +1,54% |

| Ano:               | 2023 | 2024   |
| ------------------ | ---- | ------ |
| Número de pessoas: | 1524 | 1509   |
| Diferença:         |      | -0,98% |